# عريف بابتير (المكلا)

تعديل مصدري - تعديل

عريف بابتير هي إحدى قرى عزلة المكلا بمديرية المكلا التابعة لمحافظة حضرموت، بلغ تعداد سكانها 108 نسمة حسب تعداد اليمن لعام 2004.